# Česká asociace inline hokeje
Česká asociace inline hokeje (ČAILH) je hlavní organizací sdružující inline hokej v České republice. ČAILH pořádá a organizuje mistrovské soutěže v České republice ve všech věkových kategoriích a zajišťuje účast reprezentačních výběrů na mistrovství světa v inline hokeji organizace FIRS. Prezidentem ČAILH je od roku Tomáš Würtherle.

## Historie a úspěchy

### Historie
Česká Inline hokej asociace byla založena v roce 1995 jako člen mezinárodní federace FIRS.
Domácí soutěže organizuje od roku 2000.
Publicita pro inline hokej se získává hlavně díky velkému úspěchu na mezinárodním poli.
V posledních letech se však inline hokeje pravidelně objevuje na obrazovkách České televize i z domácích soutěží.

### Úspěchy
V současné době jsme na druhém místě v historických tabulkách národních týmů.
Muži se MS účastnili celkem 19krát a získali 3× zlato, 5× stříbro a 8× bronz.
Juniorské MS se koná od roku 2007. Juniorská reprezentace je vůbec nejúspěšnější zemí v historii, když v letech 2009 – 2013 získala 5× v řadě titul mistrů světa. Perličkou je, že v letech 2009 – 2014 neprohráli 40 utkání v řadě, přičemž semifinálové porážka na MS v roce 2014 byla až v prodloužení, což znamená, že v řádné hrací době Český výběr neprohrál již ve 42 zápasech v řadě.) K 5 titulům pak máme ve sbírce i 1× stříbro, 1× bronz.
Ženy na MS startují od roku 2003 (s výjimkou let 2012 a 2013) a z těchto 9 účastí vybojovali- 2× zlato, 2× stříbro a 2× bronz.
Český ženský výběr pak jako jediný dokázal narušit nadvládu USA a Kanady, protože jiná země mistrovský titul nevybojovala.
Od roku 2010 se pravidelně koná i veteránské MS, na kterých Český výběr vybojoval 3× mistrovský titul a 2× stříbro.
Inline hokej se představil i v letech 2005, 2009 a 2013 na světových hrách kde v letech 2009 a 2013 Český výběr shodně získal bronzové medaile.
Celkem česká národní týmy posbíraly 13 zlatých, 10 stříbrných a 13 bronzových medailí.
ČAILH v České republice organizovala MS FIRS v letech 2003 Písek, 2010 Beroun Mistrovství světa v inline hokeji mužů FIRS 2010 a MS veteránů v roce 2011 Beroun a 2014 Praha.

## Reprezentace
Na světových šampionátech organizace FIRS, pořádaných od roku 1995, získala česká mužská reprezentace tři zlaté, čtyři stříbrné a osm bronzových medailí. Ženy hrají na MS od roku 2002, Češky dosud vybojovaly po dvou zlatých, stříbrných a bronzových medailích. V kategorii juniorů (MS pořádané od roku 2007) získal český tým pět zlatých a jednu stříbrnou medaili.

## Základní fakta o ČAILH
| Domácí soutěže    |
| ----------------- |
| Extraliga muži    |
| 1. liga           |
| 2. liga           |
| Extraliga junioři |
| MČR Starší žáci   |
| MČR Mladší žáci   |
| MČR přípravka     |
| Liga žen          |

ČAILH má více než 3000 registrovaných hráčů v 81 týmech.
Některá města ve kterých se hrají soutěže inline hokeje Praha, Brno, Kladno, Zlín, Pardubice, Hradec Králové, Beroun, Olomouc, Uherský Brod, Břeclav, Plzeň, Vrchlabí, Boskovice, Přerov a další.
V domácích soutěžích a v reprezentaci, pravidelně nastupují hráči ledního hokeje.
Tím vůbec nejznámějším byl kapitán mistrů světa z let 2007 a 2011 Karel Rachůnek.
K těm nejznámějším patří známí i z NHL, KHL a české extraligy jako Tomáš Plekanec, Aleš Hemský, Rostislav Klesla, Petr Tenkrát, Ondřej Veselý, Jaroslav Balaštík, Martin Altrichter, ale také některé mladé talenty jako Buchtele, Holík, Zámorský a další.